# Mads Ousdal

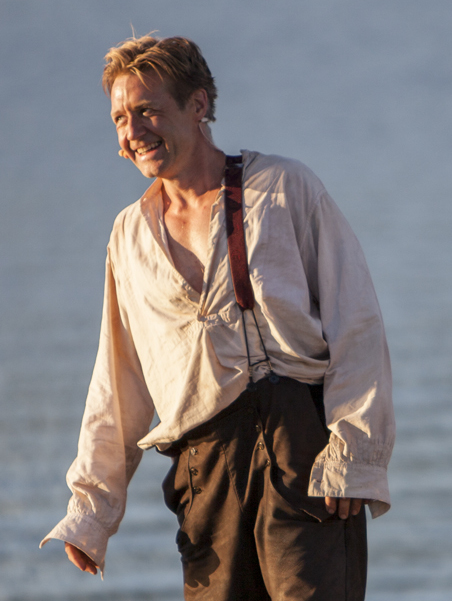
Mads Ousdal als Peer Gynt, 2014

Mads Ousdal (* 8. Dezember 1970 in Oslo) ist ein norwegischer Schauspieler.

## Leben

### Herkunft und Familie
Mads Ousdals Vater Sverre Anker Ousdal ist ebenfalls als Schauspieler tätig. Gemeinsam mit der Schauspielerin Heidi Ruud Ellingsen hat er zwei Söhne. Er hat zudem eine Tochter aus einer früheren Beziehung mit der Schauspielerin Ulrike Hansen Døvigen.

### Schauspielkarriere
Ousdal studierte nach seiner Schulzeit an der Statens teaterhøgskole. Von 1996 bis 1998 war er als Schauspieler am Theater Den Nationale Scene tätig. Dort spielte er unter anderem die Hauptrolle in Ole Brumm. Anschließend wirkte er am Oslo Nye Teater. Im Jahr 2000 wurde er am Nationaltheatret angestellt. Dort wirkte er über die Jahre hinweg in zahlreichen Aufführungen mit. Neben seiner Theaterkarriere begann er auch in Filmen mitzuwirken. Im Jahr 2000 erhielt Ousdal beim norwegischen Filmpreis Amanda die Auszeichnung in der Newcomer-Kategorie. Zudem war er für seine Rolle im Film Bryllupet als bester männlicher Schauspieler nominiert. Im Jahr darauf erhielt er beim Fernsehpreis Gullruten eine Nominierung für seine Arbeit in der Fernsehserie Fire høytider.
Für seine Rolle im Theaterstück Brødrene Karamasov am Nationaltheatret wurde Ousdal 2009 beim Theaterpreis Heddaprisen als bester männlicher Schauspieler in einer Hauptrolle ausgezeichnet. Im selben Jahr war er für seine Nebenrolle im Film I et speil, i en gåte in der Amanda-Kategorie für die beste männliche Nebenrolle nominiert. In dem im Jahr 2010 veröffentlichten Film Norwegian Ninja spielte er in der Hauptrolle den Spion Arne Treholt. In den Jahren 2012 und 2013 erhielt er erneut jeweils eine Amanda-Nominierung in der Kategorie für die beste männliche Nebenrolle.
Von 2014 bis 2016 spielte Ousdal die Rolle Peer Gynt in einer Inszenierung von Peer Gynt beim Peer-Gynt-Festival am See Gålåvatnet, nordwestlich der Stadt Lillehammer. Seit 2019 spielt er in der Krimiserie Kommissar Wisting die Figur Nils Hammer. Im Jahr 2024 kehrte er für Rolle des Peer Gynt zum Peer-Gynt-Festival zurück. Im Dezember 2024 wurde er gemeinsam mit seinem Vater und der Organisation Jussbuss mit dem Wenche Foss’ ærespris ausgezeichnet.

## Auszeichnungen
Amanda
- 2000: Debütantenpreis[8]
- 2000: Nominierung in der Kategorie „Bester männlicher Schauspieler“ (für Bryllupet)[9]
- 2009: Nominierung in der Kategorie „Bester männliche Nebenrolle“ (für I et speil, i en gåte)
- 2012: Nominierung in der Kategorie „Bester männliche Nebenrolle“ (für Arme riddere)[10]
- 2013: Nominierung in der Kategorie „Bester männliche Nebenrolle“ (für 90 Minutes)[11]

Gullruten
- 2001: Nominierung in der Kategorie „Bester TV-Schauspieler“ (für Fire høytider)[12]

Heddaprisen
- 2009: „Bester männlicher Schauspieler/Hauptrolle“ (für Brødrene Karamasov)[6]

Sonstige
- 2024: Wenche Foss’ ærespris (mit Sverre Anker Ousdal und Jussbuss)[1]

## Filmografie (Auswahl)
- 1997: Rache für meine Tochter
- 2000: Bryllupet
- 2000: Detektor
- 2000: De 7 dødssyndene
- 2000: Fire høytider (Fernsehserie, 4 Folgen)
- 2001: Det største i verden
- 2002: Lekestue (Fernsehserie, 1 Folge)
- 2003: Sitt stille
- 2003: Folk og røvere i Kardemomme by (Fernsehserie, 2 Folgen)
- 2007: Kodenavn Hunter (Fernsehserie, 6 Folgen)
- 2008: I et spei,l i en gåte
- 2008: Kodenavn Hunter 2 (Fernsehserie, 1 Folge)
- 2010: Norwegian Ninja
- 2011: Jackpot – Vier Nieten landen einen Treffer
- 2012: Kvarteret Skatan reser till Laholm
- 2012: Der Wolf (Fernsehserie, 1 Folge)
- 2012: 90 Minutes
- 2013: Tausendmal gute Nacht
- 2014–2015: Kampen for tilværelsen (Fernsehserie, 13 Folgen)
- 2017: Folkevalgt (Fernsehserie, 1 Folge)
- 2018: Heimebane (Fernsehserie, 2 Folgen)
- 2018: Eine Affäre – Verbotene Liebe
- 2019: De gales dans
- seit 2019: Kommissar Wisting (Fernsehserie, 26 Folgen)
- 2020: Witch Hunt (Fernsehserie, 8 Folgen)
- 2020: Betrayed
- 2022: Headhunters (Fernsehserie, 6 Folgen)
- 2022: Jentetur
- 2023: R.I.P. Henry (Fernsehserie, 8 Folgen)
- 2023: Karsten og Petra – Gullringen fra Atlantis
- 2023–2024: Casper und Emma (Fernsehserie, 3 Folgen)